# Eupithecia truncatipennis
Eupithecia truncatipennis är en fjärilsart som beskrevs av W. Warren 1897. Eupithecia truncatipennis ingår i släktet Eupithecia och familjen mätare. Inga underarter finns listade i Catalogue of Life.